# Chlorophorus fraternus
Chlorophorus fraternus är en skalbaggsart som beskrevs av Holzschuh 1992. Chlorophorus fraternus ingår i släktet Chlorophorus och familjen långhorningar. Inga underarter finns listade i Catalogue of Life.